# Cayaponia ternata
Cayaponia ternata là một loài thực vật có hoa trong họ Cucurbitaceae. Loài này được (Vell.) Cogn. mô tả khoa học đầu tiên năm 1878.